# スタニスラフ・ポプラフスキー

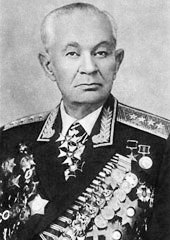

スタニスラフ・ギリャロヴィチ・ポプラフスキー（ロシア語: Станислав Гиляровнч Поплавский、ポーランド語: Stanisław Popławski:スタニスワフ・ポプワフスキ；1902年4月9日 - 1973年8月9日）は、ソ連、ポーランドの軍人。上級大将。ソ連邦英雄。
1923年から赤軍。兵卒として赤軍に勤務し、その後、連隊学校の生徒となり、下級指揮官となった。1930年、ハリコフ軍事学校を卒業し、1935年までハリコフ赤曹長学校の教育小隊長、中隊長を歴任。1938年、M.V.フルンゼ名称軍事アカデミーを卒業し、教育業務に送られた。1940年7月から白ロシア軍管区第162狙撃師団参謀部作戦班長。
独ソ戦時、西部戦線、カリーニン戦線、第1及び第3白ロシア戦線において、連隊長、狙撃師団参謀長（1941年）、狙撃師団長（1942年～1943年）、狙撃軍団長（1943年～1944年）を歴任。1944年、ポーランド政府の要請により、ポーランド軍に派遣。1944年9月からポーランド軍の第2軍、同年12月から第1軍を指揮。オーデル川防衛線の突破とベルリンの戦いでの功績に対して、ソ連邦英雄の称号を授与された。また、戦時中、最高司令官から15枚の感状も授与された。
戦後、軍管区、ソ連地上軍を指揮し、1945年～1956年にポーランド人民共和国国防次官。1949年から1956年の間はポーランド統一労働者党中央委員会のメンバーになった。1956年にポズナン暴動を鎮圧。1956年12月、ソ連に帰国し、ソ連国防省第一副主任監察官。1958年4月からソ連国防省監察総監軍事監察顧問。
ソ連邦英雄。レーニン勲章3個、十月革命勲章、赤旗勲章4個、一等及び二等スヴォーロフ勲章、二等クトゥーゾフ勲章、二等ボグダン・フメリニツキー勲章、赤星勲章を受章。